# 幾內亞列齒蛇鰻
幾內亞列齒蛇鰻（学名：Xyrias guineensis）為輻鰭魚綱鰻鱺目糯鰻亞目蛇鰻科的一種鱼类，其种加词“guineensis”意为“几内亚的”。分布於東大西洋的剛果Pointe Noire海域，主要棲息在沙泥底質海域，而棲息深度可達300公尺，體長可達63.6公分。其為底棲性魚類，屬肉食性，生活習性不明。